# Listenoise
Listeneise ou Listenoise é a terra do Santo Graal em algumas obras Arturianas, e o local onde se localiza o Corbenic. No Prose Tristan, é o reino do rei Pellinore; em Thomas Malory, é o reino de Pellam, rei mutilado. Na história de Balin, Dolorous Stroke transforma Listeneise em um deserto. Alguns escritores (como Phyllis Ann Karr) identificam Listeneise com Lake District no noroeste da Inglaterra.